# Journey to the End of the Night (musikalbum)
Journey to the End of the Night är debutalbumet till det norska progressiv metal-bandet Green Carnation, utgivet 2000 av skivbolaget  Prophecy Productions. Albumets titel är en referens till romanen "Voyage au bout de la nuit" (engelska: "Journey to the End of Night") av den franska författaren Louis-Ferdinand Céline.

## Låtförteckning
1. "Falling into Darkness" − 2:33
2. "In the Realm of the Midnight Sun" − 13:42
3. "My Dark Reflections of Life and Death" − 17:50
4. "Under Eternal Stars" − 15:31
5. "Journey to the End of the Night (Part I)" − 11:28
6. "Echoes of Despair (Part II)" − 2:30
7. "End of Journey (Part III)" − 5:08
8. "Shattered (Part IV)" − 1:34

- Text: Tchort
- Musik: Green Carnation

## Medverkande
Musiker (Green Carnation-medlemmar)
- Tchort (Terje Vik Schei) – gitarr
- C.M. Botteri (Christopher Michael Botteri) – basgitarr
- X Botteri (Christian Botteri) – gitarr
- Alf T. Leangel (Alf Tore Rasmussen) – trummor

Bidragande musiker
- Atle Dørum – sång (spår 2)
- Leif Wiese – violin (spår 4, 5, 7)
- Rx Draumtanzer (Geir Solli) – sång (spår 3, 4, 5, 7)
- Synne Soprana (Synne Diana Larsen) – sång (spår 1, 8)
- Vibeke Stene – sång (spår 2, 3, 4)
- Linn Solaas – sång (spår 4, 5)

Produktion
- Green Carnation – producent
- Hans K. Eidskard – ljudtekniker, ljudmix
- Bjørn Harstad – ljudmix
- Markus Stock – mastering
- Niklas Sundin – omslagskonst
- Jon Tønnessen – omslagsdesign, foto
- Terje Sagen – foto